# Circonscription électorale de Ségovie
Ne doit pas être confondu avec Circonscription autonomique de Ségovie.
La circonscription électorale de Ségovie est l'une des cinquante-deux circonscriptions électorales espagnoles utilisées comme divisions électorales pour les élections générales espagnoles.
Elle correspond géographiquement à la province de Ségovie.

## Historique
Elle est instaurée en 1977 par la loi pour la réforme politique puis confirmée avec la promulgation de la Constitution espagnole qui précise à l'article 68 alinéa 2 que chaque province constitue une circonscription électorale.

## Congrès des députés

### Synthèse
|             |       | 1977 | 1979 | 1982 | 1986 | 1989 | 1993 | 1996 | 2000 | 2004 | 2008 | 2011 | 2015 | 2016 | 04/19 | 11/19 | 2023 |
| ----------- | ----- | ---- | ---- | ---- | ---- | ---- | ---- | ---- | ---- | ---- | ---- | ---- | ---- | ---- | ----- | ----- | ---- |
| UCD         |       | 2    | 2    |      |      |      |      |      |      |      |      |      |      |      |       |       |      |
| AP & alliés |       |      |      | 2    | 1    |      |      |      |      |      |      |      |      |      |       |       |      |
| CDS         |       |      |      |      | 1    |      |      |      |      |      |      |      |      |      |       |       |      |
| PSOE        |       | 1    | 1    | 1    | 1    | 1    | 1    | 1    | 1    | 1    | 1    | 1    | 1    | 1    | 1     | 1     | 1    |
| PP          |       |      |      |      |      | 2    | 2    | 2    | 2    | 2    | 2    | 2    | 2    | 2    | 1     | 1     | 2    |
| Cs          |       |      |      |      |      |      |      |      |      |      |      |      |      |      | 1     |       |      |
| Vox         |       |      |      |      |      |      |      |      |      |      |      |      |      |      |       | 1     |      |
|             |       |      |      |      |      |      |      |      |      |      |      |      |      |      |       |       |      |
| Total       | Total | 3    | 3    | 3    | 3    | 3    | 3    | 3    | 3    | 3    | 3    | 3    | 3    | 3    | 3     | 3     | 3    |

### 1977
| Parti | Parti | Députés                                              |
| ----- | ----- | ---------------------------------------------------- |
| UCD   |       | Modesto Fraile Poujade, Carlos Alfonso Gila González |
| PSOE  |       | Luis Solana Madariaga                                |

### 1979
| Parti | Parti | Députés                                              |
| ----- | ----- | ---------------------------------------------------- |
| UCD   |       | Modesto Fraile Poujade, Carlos Alfonso Gila González |
| PSOE  |       | Luis Solana Madariaga                                |

### 1982
| Parti  | Parti | Députés                                              |
| ------ | ----- | ---------------------------------------------------- |
| AP-PDP |       | Modesto Fraile Poujade, Carlos Alfonso Gila González |
| PSOE   |       | Luis Solana Madariaga                                |

- Luis Solana Madariaga est remplacé en janvier 1983 par Juan Muñoz García.

### 1986
| Parti | Parti | Députés                   |
| ----- | ----- | ------------------------- |
| CP    |       | Modesto Fraile Poujade    |
| PSOE  |       | Juan Muñoz García         |
| CDS   |       | José Antonio López Arranz |

### 1989
| Parti | Parti | Députés                                     |
| ----- | ----- | ------------------------------------------- |
| PP    |       | Loyola de Palacio, Javier Gómez Darmendrail |
| PSOE  |       | Juan Muñoz García                           |

### 1993
| Parti | Parti | Députés                                     |
| ----- | ----- | ------------------------------------------- |
| PP    |       | Loyola de Palacio, Javier Gómez Darmendrail |
| PSOE  |       | Juan Muñoz García                           |

### 1996
| Parti | Parti | Députés                                     |
| ----- | ----- | ------------------------------------------- |
| PP    |       | Loyola de Palacio, Javier Gómez Darmendrail |
| PSOE  |       | Ángeles Amador                              |

- Loyola de Palacio est remplacée en juillet 1999 par Manuel González-Herrero González.

### 2000
| Parti | Parti | Députés                                        |
| ----- | ----- | ---------------------------------------------- |
| PP    |       | Javier Gómez Darmendrail, Jesús Merino Delgado |
| PSOE  |       | María Teresa Fernández de la Vega              |

### 2004
| Parti | Parti | Députés                                        |
| ----- | ----- | ---------------------------------------------- |
| PP    |       | Javier Gómez Darmendrail, Jesús Merino Delgado |
| PSOE  |       | Óscar López Águeda                             |

### 2008
| Parti | Parti | Députés                                        |
| ----- | ----- | ---------------------------------------------- |
| PP    |       | Jesús Merino Delgado, Javier Gómez Darmendrail |
| PSOE  |       | Óscar López Águeda                             |

- Jesús Merino (PP) est remplacé en avril 2010 par Sara Dueñas Herranz.
- Óscar López (PSOE) est remplacé en juin 2011 par Clara Luquero.

### 2011
| Parti | Parti | Députés                                   |
| ----- | ----- | ----------------------------------------- |
| PP    |       | Beatriz Escudero, Pedro Gómez de la Serna |
| PSOE  |       | Juan Luis Gordo Pérez                     |

### 2015
| Parti | Parti | Députés                                   |
| ----- | ----- | ----------------------------------------- |
| PP    |       | Beatriz Escudero, Pedro Gómez de la Serna |
| PSOE  |       | Juan Luis Gordo Pérez                     |

### 2016
| Parti | Parti | Députés                         |
| ----- | ----- | ------------------------------- |
| PP    |       | Beatriz Escudero, Jesús Postigo |
| PSOE  |       | Juan Luis Gordo Pérez           |

### Avril 2019
| Parti | Parti | Députés                  |
| ----- | ----- | ------------------------ |
| PSOE  |       | José Luis Aceves Galindo |
| PP    |       | Beatriz Escudero         |
| Cs    |       | Eduardo Calvo García     |

### Novembre 2019
| Parti | Parti | Députés                  |
| ----- | ----- | ------------------------ |
| PP    |       | Jesús Postigo            |
| PSOE  |       | José Luis Aceves Galindo |
| Vox   |       | Rodrigo Jiménez Revuelta |

### 2023
| Parti | Parti | Députés                                                  |
| ----- | ----- | -------------------------------------------------------- |
| PP    |       | Pablo Pérez Coronado, María del Socorro Cuesta Rodríguez |
| PSOE  |       | José Luis Aceves Galindo                                 |

## Sénat

### Synthèse
|             |       | 1977 | 1979 | 1982 | 1986 | 1989 | 1993 | 1996 | 2000 | 2004 | 2008 | 2011 | 2015 | 2016 | 04/19 | 11/19 | 2023 |
| ----------- | ----- | ---- | ---- | ---- | ---- | ---- | ---- | ---- | ---- | ---- | ---- | ---- | ---- | ---- | ----- | ----- | ---- |
| UCD         |       | 3    | 3    |      |      |      |      |      |      |      |      |      |      |      |       |       |      |
| AP & alliés |       |      |      | 1    | 3    |      |      |      |      |      |      |      |      |      |       |       |      |
| PSOE        |       | 1    | 1    | 3    | 1    | 1    | 1    | 1    | 1    | 1    | 1    | 1    | 1    | 1    | 2     | 1     | 1    |
| PP          |       |      |      |      |      | 3    | 3    | 3    | 3    | 3    | 3    | 3    | 3    | 3    | 2     | 3     | 3    |
|             |       |      |      |      |      |      |      |      |      |      |      |      |      |      |       |       |      |
| Total       | Total | 4    | 4    | 4    | 4    | 4    | 4    | 4    | 4    | 4    | 4    | 4    | 4    | 4    | 4     | 4     | 4    |

### 1977
| Parti | Parti | Sénateurs                                                       |
| ----- | ----- | --------------------------------------------------------------- |
| UCD   |       | Rafael Calvo Ortega, Julio Nieves Borrego, Luciano Sánchez Reus |
| PSOE  |       | José Antonio Pérez Gallego                                      |

### 1979
| Parti | Parti | Sénateurs                                                              |
| ----- | ----- | ---------------------------------------------------------------------- |
| UCD   |       | Julio Nieves Borrego, Luciano Sánchez Reus, Emilio Zamarriego Monedero |
| PSOE  |       | Santiago Ballesteros de Rodrigo                                        |

### 1982
| Parti  | Parti | Sénateurs                                                                             |
| ------ | ----- | ------------------------------------------------------------------------------------- |
| PSOE   |       | Pedro Álvarez de Frutos, Santiago Ballesteros de Rodrigo, Miguel Ángel Trapero García |
| AP-PDP |       | José María Herrero González                                                           |

### 1986
| Parti | Parti | Sénateurs                                                                      |
| ----- | ----- | ------------------------------------------------------------------------------ |
| CP    |       | José María Herrero González, José Carlos Monsalve Rodríguez, Loyola de Palacio |
| PSOE  |       | Manuel Agudíez Calvo                                                           |

### 1989
| Parti | Parti | Sénateurs                                                                     |
| ----- | ----- | ----------------------------------------------------------------------------- |
| PP    |       | Pedro Antonio Hernández Escorial, Clemente Sanz Blanco, Jaime Rodríguez Gómez |
| PSOE  |       | Manuel Agudíez Calvo                                                          |

### 1993
| Parti | Parti | Sénateurs                                                                     |
| ----- | ----- | ----------------------------------------------------------------------------- |
| PP    |       | Pedro Antonio Hernández Escorial, Jaime Rodríguez Gómez, Clemente Sanz Blanco |
| PSOE  |       | Manuel Agudíez Calvo                                                          |

### 1996
| Parti | Parti | Sénateurs                                                                     |
| ----- | ----- | ----------------------------------------------------------------------------- |
| PP    |       | Pedro Antonio Hernández Escorial, Jaime Rodríguez Gómez, Clemente Sanz Blanco |
| PSOE  |       | Arturo González López                                                         |

### 2000
| Parti | Parti | Sénateurs                                                                       |
| ----- | ----- | ------------------------------------------------------------------------------- |
| PP    |       | Juana Borrego Izquierdo, Pedro Antonio Hernández Escorial, Clemente Sanz Blanco |
| PSOE  |       | Arturo González López                                                           |

### 2004
| Parti | Parti | Sénateurs                                                                |
| ----- | ----- | ------------------------------------------------------------------------ |
| PP    |       | Juana Borrego Izquierdo, Clemente Sanz Blanco, Francisco Vázquez Requero |
| PSOE  |       | José María Burgos García                                                 |

### 2008
| Parti | Parti | Sénateurs                                                            |
| ----- | ----- | -------------------------------------------------------------------- |
| PP    |       | Juana Borrego Izquierdo, Beatriz Escudero, Francisco Vázquez Requero |
| PSOE  |       | Juan Luis Gordo Pérez                                                |

### 2011
| Parti | Parti | Sénateurs                                                                    |
| ----- | ----- | ---------------------------------------------------------------------------- |
| PP    |       | Javier Vicente Santamaría Herranz, Paloma Sanz, Juan Ramón Represa Fernández |
| PSOE  |       | Félix Montes Jort                                                            |

### 2015
| Parti | Parti | Sénateurs                                                              |
| ----- | ----- | ---------------------------------------------------------------------- |
| PP    |       | Paloma Sanz, Juan Ramón Represa Fernández, Juan Carlos Álvarez Cabrero |
| PSOE  |       | Félix Montes Jort                                                      |

### 2016
| Parti | Parti | Sénateurs                                                              |
| ----- | ----- | ---------------------------------------------------------------------- |
| PP    |       | Paloma Sanz, Juan Ramón Represa Fernández, Juan Carlos Álvarez Cabrero |
| PSOE  |       | Félix Montes Jort                                                      |

### Avril 2019
| Parti | Parti | Sénateurs                                           |
| ----- | ----- | --------------------------------------------------- |
| PSOE  |       | Ana María Agudíez Calvo, Jesús Javier Lucía Marugán |
| PP    |       | Paloma Inés Sanz Jerónimo, Juan José Sanz Vitorio   |

### Novembre 2019
| Parti | Parti | Sénateurs                                                               |
| ----- | ----- | ----------------------------------------------------------------------- |
| PP    |       | Paloma Inés Sanz Jerónimo, Pablo Pérez Coronado, Juan José Sanz Vitorio |
| PSOE  |       | Ana María Agudíez Calvo                                                 |

### 2023
| Parti | Parti | Sénateurs                                                                       |
| ----- | ----- | ------------------------------------------------------------------------------- |
| PP    |       | Paloma Inés Sanz Jerónimo, Juan José Sanz Vitorio, María Ángeles García Herrero |
| PSOE  |       | María del Lirio Martín García                                                   |